# Mark Lee
Mark Lee (Toronto, Ontario, 2 de agosto de 1999), también conocido como Mark, es un rapero, cantante, bailarín y compositor surcoreano-canadiense. Debutó como miembro de NCT en abril de 2016. En 2019 se convirtió también en nuevo integrante de la boyband de SM, SuperM. Debutó en solitario con el álbum de estudio The Firstfruit el 7 de abril de 2025.

## Primeros años
Mark nació el 2 de agosto de 1999 en Toronto, Ontario, Canadá. Asistió a P.S. 209 Clearview Gardens School NY en Nueva York, Eonju Middle School y se graduó de la Escuela de Artes Escénicas de Seúl. Su familia está compuesta por sus dos padres y un hermano mayor.

## Carrera

### 2013-2017: Debut con NCT
Mark fue introducido a SM Rookies en diciembre de 2013. De agosto a octubre de 2014, apareció en el programa EXO 90:2014. En julio de 2015, fue seleccionado para participar en el elenco de The Mickey Mouse Club de Disney Channel Korea. Debutó como miembro de NCT, dentro la subunidad NCT U, en abril de 2016 con el lanzamiento del sencillo «The 7th Sense», donde participó en la composición de la letra de la canción. También debutó en la segunda subunidad del grupo, NCT 127 en julio del mismo año. La primera presentación televisiva del grupo fue el 7 de julio en M! Countdown, interpretando «Fire Truck» y «Once Again» del miniálbum NCT #127, lanzado días después, donde participó en las composición de «Fire Truck» y «Once Again». En el mismo año, debutó por tercera vez en NCT Dream, con el lanzamiento del sencillo «Chewing Gum». En octubre de 2016, lanzó la canción «I Want To Enter Your Heart» con Henry Lau para el drama Sweet Stranger and Me.
En enero de 2017, entró al programa de hip hop High School Rapper de Mnet. El show comenzó el mes siguiente y Mark llegó a la final conquistando el séptimo lugar. Como parte del programa lanzó la canción «Drop», con la participación de Seulgi de Red Velvet. Para el miniálbum Limitless de NCT 127, lanzado en enero de 2017, colaboró en la composición de las canciones «Good Thing», «Baby Don't Like it» y «Angel». Coescribió la canción «My First and Last», para NCT Dream, lanzada en febrero del mismo año. El 3 de marzo, apareció como MC especial en el programa Music Bank de KBS2, marcando su debut como MC. En marzo, compuso la canción «Trigger The Fever», lanzada para la Copa Mundial de Fútbol Sub-20 de 2017. En mayo de 2017, se anunció que Mark participaría en el show de variedades Snowball Project de SM y Mystic Entertainment, como el primer proyecto de las agencias después de anunciar su alianza. El programa producido por Yoon Jong-shin y Henry Lau, debutó en julio del mismo año. Mark colaboró en la composición de las canciones «Cherry Bomb», «Running 2 U», «0 Mile», «Whiplash» y «Summer 127», para el miniálbum Cherry Bomb lanzado en junio de 2017. En el mismo mes, apareció como MC especial en el programa Inkigayo de SBS. A finales de junio de 2017, se anunció que lanzaría la canción «Young & Free» para el proyecto SM Station, en colaboración con Xiumin de EXO, el 7 de julio. Para el mismo proyecto, lanzó la canción «Lemonade Love» el 21 de julio, en colaboración con Parc Jae-jun. Para el miniálbum We Young de NCT Dream, lanzado el 17 de julio de 2017, coescribió las canciones «La La Love», «Walk You Home» y «My Page».

### 2018-presente: Composiciones y debut en solitario
En enero de 2018, fue presentador del programa Show! Music Core. Coescribió las canciones «Boss», «Go», «Yestoday» y «Black on Black» para el primer álbum de estudio de NCT, NCT 2018 Empathy, lanzado el 14 de marzo de 2018. En mayo de 2018, fue confirmado para participar en la segunda temporada del programa de It's Dangerous Beyond the Blankets de MBC. En agosto del mismo año, SM Entertainment anunció la graduación de Mark como miembro de NCT Dream. La agencia también informó que la canción «Dear Dream» del segundo miniálbum del grupo, We Go Up, fue compuesta para su graduación, donde los miembros expresan sus sentimientos con cartas sinceras el uno al otro. Además de «Dear Dream», Mark coescribió las canciones «We Go Up», «Beautiful Time» y «Drippin». Para el primer álbum de estudio de NCT 127, Regular-Irregular, lanzado el 22 de octubre, coescribió las canciones «City 127», «Regular», «My Van» y «Come Back». El 18 de octubre de 2018, lanzó la canción «Dream Me» para la banda sonora de The Ghost Detective, junto a Joy de Red Velvet. Para la reedición de NCT 127 titulada Regulate, lanzado el 23 de noviembre, coescribió la canción «Welcome To My Playground».
El 7 de abril de 2025, Mark debutó en solitario con el álbum de estudio The Firstfruit, teniendo como sencillo principal la canción 1999.

## Imagen
En junio de 2017, durante una entrevista con el cantante Parc Jae-jung demostró su aprecio por Mark diciendo: 

«Cuando escuché por primera vez la música de NCT, vi a Mark y me sorprendió con la presencia de un rapero como él en SM Entertainment. No era un estilo de rap que yo esperaba de la agencia, me gusta su tono de voz, y también de su corazón puro, definitivamente quería trabajar con Mark.»

## Discografía
| Título                                                                                     | Año                    | Mejor posición         | Mejor posición         | Mejor posición         | Mejor posición         | Ventas                 | Álbum                          |
| Título                                                                                     | Año                    | COR                    | CHN Alibaba            | CHN Billboard          | US World               | Ventas                 | Álbum                          |
| Como artista principal                                                                     | Como artista principal | Como artista principal | Como artista principal | Como artista principal | Como artista principal | Como artista principal | Como artista principal         |
| ------------------------------------------------------------------------------------------ | ---------------------- | ---------------------- | ---------------------- | ---------------------- | ---------------------- | ---------------------- | ------------------------------ |
| «두고가 (Drop)» (featuring Seulgi)                                                         | 2017                   | 93                     | —                      | —                      | —                      | - COR: 46 443+         | Highschool Rapper Final        |
| «Young & Free» (con Xiumin)                                                                | 2017                   | 31                     | 1                      | 4                      | 6                      | - COR: 72,133+         | Sin álbum                      |
| «Lemonade Love» (con Parc Jae-jung)                                                        | 2017                   | —                      | —                      | 17                     | —                      | N/A                    | Sin álbum                      |
| «1999»                                                                                     | 2025                   | —                      | —                      | —                      | —                      | N/A                    | The Firstfruit                 |
| Bandas sonoras                                                                             |                        |                        |                        |                        |                        |                        |                                |
| «니 맘에 들어갈래 (I Want to Enter Your Heart)» (Henry featuring Mark)                     | 2016                   | —                      | —                      | —                      | —                      | N/A                    | Sweet Stranger and Me OST      |
| «나라는 꿈 (Dream Me)» (con Joy)                                                           | 2018                   | —                      | —                      | —                      | —                      | N/A                    | The Ghost Detective OST Part 6 |
| «—» indica que el lanzamiento no se posicionó en la lista o no se lanzó en ese territorio. |                        |                        |                        |                        |                        |                        |                                |

### Composiciones
|  | Indica que fue lanzado como un sencillo             |
|  | Indica que fue lanzado como un sencillo promocional |

| Año  | Canción                               | Álbum                        | Artista(s)          | Letra    | Letra | Música   | Música                                                                         |
| Año  | Canción                               | Álbum                        | Artista(s)          | Créditos | Con | Créditos | Con                                                                            |
| ---- | ------------------------------------- | ---------------------------- | ------------------- | -------- | --- | -------- | ------------------------------------------------------------------------------ |
| 2016 | «The 7th Sense (일곱 번째 감각)»      | 일곱 번째 감각 The 7th Sense | NCT U               | Sí       | January 8th, Kim Dong-hyun, Cho Jin-joo, Lee Tae-yong                                                        | No       | N/A                                                                            |
| 2016 | «Fire Truck (소방차)»                 | NCT #127                     | NCT 127             | Sí       | Lee Tae-yong, Jung Jae-hyun, Lee Seu-ran                                                                     | No       | N/A                                                                            |
| 2016 | «Mad City»                            | NCT #127                     | NCT 127             | Sí       | Lee Tae-yong, Double Dragon                                                                                  | No       | N/A                                                                            |
| 2017 | «Good Thing»                          | NCT #127 Limitless           | NCT 127             | Sí       | JQ, Hwang Ji-won, Lee Tae-yong                                                                               | No       | N/A                                                                            |
| 2017 | «Baby Don't Like It (나쁜 짓)»        | NCT #127 Limitless           | NCT 127             | Sí       | Lee Tae-yong, G.Soul                                                                                         | Sí       | Jamil «Digi» Chammas, G.Soul, Lee Tae-yong, Tay Jasper, Jonathan Perkins, MZMC |
| 2017 | «Angel»                               | NCT #127 Limitless           | NCT 127             | Sí       | Mr. Cho, Lee Tae-yong                                                                                        | No       | N/A                                                                            |
| 2017 | «Drop (두고가)»                       | Highschool Rapper FINAL      | Mark, Seulgi        | Sí       | Seo Chul-goo, Le'mon, Ron                                                                                    | No       | N/A                                                                            |
| 2017 | «Cherry Bomb»                         | NCT #127 Cherry Bomb         | NCT 127             | Sí       | Lee Tae-yong, Deepflow, Lim Jung-hyo, Oh Min-joo                                                             | No       | N/A                                                                            |
| 2017 | «Running 2 U»                         | NCT #127 Cherry Bomb         | NCT 127             | Sí       | Lee Tae-yong, JQ, Kim Jin                                                                                    | No       | N/A                                                                            |
| 2017 | «0 Mile»                              | NCT #127 Cherry Bomb         | NCT 127             | Sí       | Lee Tae-yong, Jo Yoon-kyung, Jo Jin-joo, Choi So-young (JF), Park Yong-joon (JF)                             | No       | N/A                                                                            |
| 2017 | «Whiplash»                            | NCT #127 Cherry Bomb         | NCT 127             | Sí       | Lee Tae-yong, JQ, O Neu Lu, Xit Suh                                                                          | No       | N/A                                                                            |
| 2017 | «Summer 127»                          | NCT #127 Cherry Bomb         | NCT 127             | Sí       | Lee Tae-yong, Sun (Joombas), Bae Min-soo (Joombas), seizetheday (Joombas), CiaNo (Joombas), Kim In-hyung     | No       | N/A                                                                            |
| 2017 | «Cherry Bomb» (Performance Ver.)      | NCT #127 Cherry Bomb         | NCT 127             | Sí       | Lee Tae-yong, Deepflow, Lim Jung-hyo, Oh Min-joo                                                             | No       | N/A                                                                            |
| 2017 | «Young & Free»                        | SM Station Season 2          | Mark, Xiumin        | Sí       | Jo Yoon-kyung                                                                                                | No       | N/A                                                                            |
| 2017 | «Lemonade Love»                       | SM Station Season 2          | Mark, Parc Jae-jung | Sí       | Yoon Jong-shin, Henry Lau, Parc Jae-jung                                                                     | No       | N/A                                                                            |
| 2017 | «Chewing Gum»                         | The First                    | NCT Dream           | Sí       | Jo Yoon-kyung, Moon Seol-ri, Jung Min-ji                                                                     | No       | N/A                                                                            |
| 2017 | «My First and Last (마지막 첫사랑)»   | The First                    | NCT Dream           | Sí       | Jeon Kan-di                                                                                                  | No       | N/A                                                                            |
| 2017 | «La La Love»                          | We Young                     | NCT Dream           | Sí       | Shin Annes                                                                                                   | No       | N/A                                                                            |
| 2017 | «Walk you home (같은 시간 같은 자리)» | We Young                     | NCT Dream           | Sí       | Seo Ji-eum                                                                                                   | No       | N/A                                                                            |
| 2017 | «My Page»                             | We Young                     | NCT Dream           | Sí       | Min Yeon-jae                                                                                                 | No       | N/A                                                                            |
| 2017 | «Trigger The Fever»                   | We Young                     | NCT Dream           | Sí       | 100% Seo-jung, Hwang Ji-won                                                                                  | No       | N/A                                                                            |
| 2017 | «Joy»                                 | SM Station Season 2          | NCT Dream           | Sí       | Jo Yoon-kyung                                                                                                | No       | N/A                                                                            |
| 2018 | «Boss»                                | NCT 2018 Empathy             | NCT U               | Sí       | Woo Tan, Yoo Young-jin, Lee Tae-yong                                                                         | No       | N/A                                                                            |
| 2018 | «Go»                                  | NCT 2018 Empathy             | NCT Dream           | Sí       | Hwang Yoo-bin, Ji Ye-won                                                                                     | No       | N/A                                                                            |
| 2018 | «Yestoday»                            | NCT 2018 Empathy             | NCT U               | Sí       | Jung Joo-hee, Steven Lee, Park Jin-joo                                                                       | No       | N/A                                                                            |
| 2018 | «Black on Black»                      | NCT 2018 Empathy             | NCT 2018            | Sí       | MINOS, Lee Tae-yong, Deez                                                                                    | No       | N/A                                                                            |
| 2018 | «Yestoday» (Extended Ver.)            | NCT 2018 Empathy             | NCT U               | Sí       | Jung Joo-hee, Steven Lee, Park Jin-joo                                                                       | No       | N/A                                                                            |
| 2018 | «We Go Up»                            | We Go Up                     | NCT Dream           | Sí       | Kenzie | No       | N/A                                                                            |
| 2018 | «Beautiful Time (너와 나)»            | We Go Up                     | NCT Dream           | Sí       | Seo Ji-eum, Kim In-ha                                                                                        | No       | N/A                                                                            |
| 2018 | «Drippin'»                            | We Go Up                     | NCT Dream           | Sí       | January 8th                                                                                                  | No       | N/A                                                                            |
| 2018 | «Dear Dream»                          | We Go Up                     | NCT Dream           | Sí       | Lee Je-no, Na Jae-min, Park Ji-sung, Song Kae-leos                                                           | No       | N/A                                                                            |
| 2018 | «City 127 (지금 우리)»                | Regular-Irregular            | NCT 127             | Sí       | JQ, Moon Hee-yeon, Lee Tae-yong                                                                              | No       |                                                                                |
| 2018 | «Regular» (Korean Ver.)               | Regular-Irregular            | NCT 127             | Sí       | Coogie, Tommy $trate, Lee Tae-yong                                                                           | No       | N/A                                                                            |
| 2018 | «My Van (내 Van)»                     | Regular-Irregular            | NCT 127             | Sí       | Lee Tae-yong, Kim Dong-hyun                                                                                  | No       | N/A                                                                            |
| 2018 | «Come Back (악몽)»                    | Regular-Irregular            | NCT 127             | Sí       | Bong Eunyoung, Ryu Dasom                                                                                     | No       | N/A                                                                            |
| 2018 | «Regular» (English Ver.)              | Regular-Irregular            | NCT 127             | Sí       | Wilbart 'Vedo' McCoy III, Lee Tae-yong                                                                       | No       | N/A                                                                            |
| 2018 | «Welcome To My Playground»            | Regulate                     | NCT 127             | Sí       | Seo Ji-eumm, Ra.D, Brother Su, Lee Tae-yong                                                                  | No       | N/A                                                                            |
| 2019 | «Jet Lag»                             | NCT #127 We Are Superhuman   | NCT 127             | Sí       | Wilbart "Vedo" McCoy III, Charles Anderson, Gaelen Whittemore, Kim Hye-Jung, JQ, Michael Foster, Sean Machum | No       | N/A                                                                            |

## Filmografía

### Programas de televisión
| Año  | Título                             | Cadena         | Notas                            |
| ---- | ---------------------------------- | -------------- | -------------------------------- |
| 2014 | EXO 90:2014                        | Mnet           | Recurrente                       |
| 2015 | The Mickey Mouse Club              | Disney Channel | Regular                          |
| 2017 | High School Rapper                 | Mnet           | Concursante                      |
| 2017 | Snowball Project                   | Mnet           | Regular                          |
| 2018 | Show! Music Core                   | MBC            | Presentador junto con Kang Mi-na |
| 2018 | It's Dangerous Beyond the Blankets | MBC            | Regular (Ep. 8–10)               |

## Videografía

### Vídeos musicales
| Como artista principal | Como artista principal       | Como artista principal |
| Año                    | Canción                      | Otro(s) artista(s)     |
| ---------------------- | ---------------------------- | ---------------------- |
| 2017                   | Young & Free                 | Xiumin                 |
| 2017                   | Lemonade Love                | Parc Jae-jung          |
| 2022                   | Child [SM STATION : NCT LAB] |                        |